# پروژه توافق عام سی‌دی‌اس
پروژه توافق عام توالی کُدگذاری (انگلیسی: The Consensus Coding Sequence Project) یا به اختصار CCDS، یک تلاش مشارکت‌آمیز است که سعی دارد یک پایگاه دادهٔ مشخص از جایگاه‌های ژنی کدکنندهٔ پروتئین ارائه کند که به‌طور دقیق با توضیح‌نویسی و توصیف جزئی از مجموعه‌های ژنوم مرجع انسان و موش مطابقت داشته باشد.
این پروژه گزارمان‌های پروتئینی مشابه را در ژنوم‌های مرجع انسان و موش ردیابی می‌کند و آنها را با یک شناسهٔ مشخص موسوم به «CCDS ID» مشخص می‌کند. این شناسه باید بدون تغییر و به‌طور ثابت توسط مرکز ملی اطلاعات زیست‌فناوری، پروژه پایگاه داده ژنوم آنسامبل و سامانه جستجوی بانک ژنی دانشگاه کالیفرنیا، سانتا کروز به‌کار گرفته شود. یک‌پارچگی داده‌های CCDS از طریق آزمایش‌های کنترل کیفی بسیار سخت‌گیرانه و همچنین گزینش داده‌ها به‌طور مداوم و دستی صورت می‌پذیرد.